# ヤマザキヒタキ

ヤマザキヒタキ(学名：Saxicola ferrea) は、スズメ目ヒタキ科に分類される鳥類の一種である。

## 分布
パキスタン、インドから東南アジアや中国、台湾にかけて分布する。
日本には、稀な迷鳥として飛来した記録が数例ある。

## 生態
森林に生息する。
草の葉を使って藪の中に巣を作り、1腹4-5個の薄く青みがかった卵を産む。主に雌が抱卵する。

## 画像

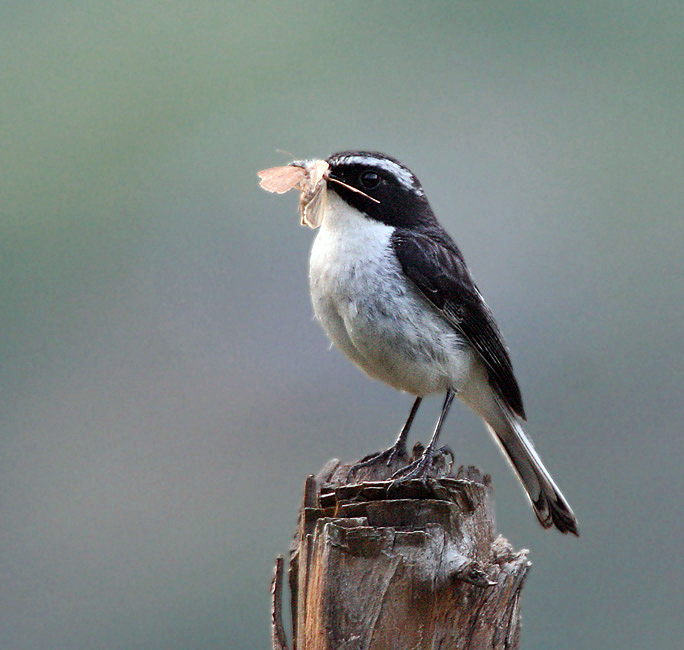
食餌中の個体
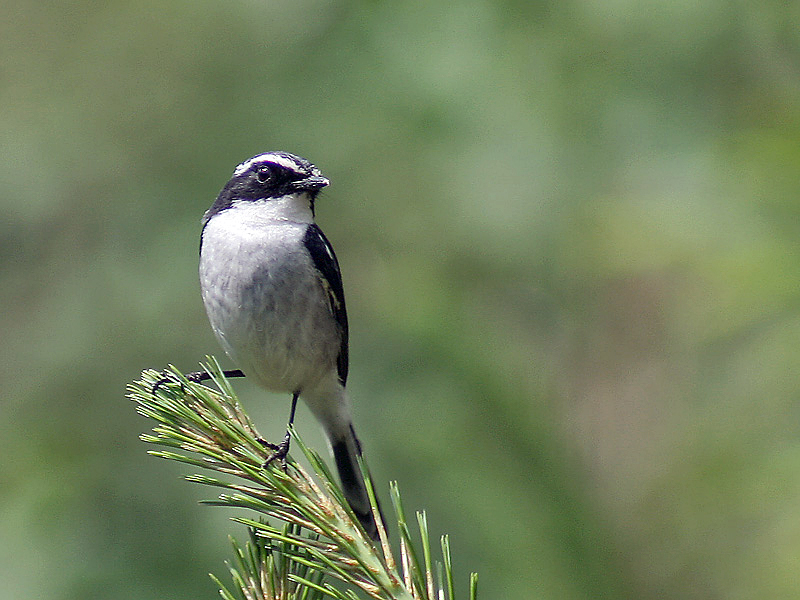
インドの個体（オス）
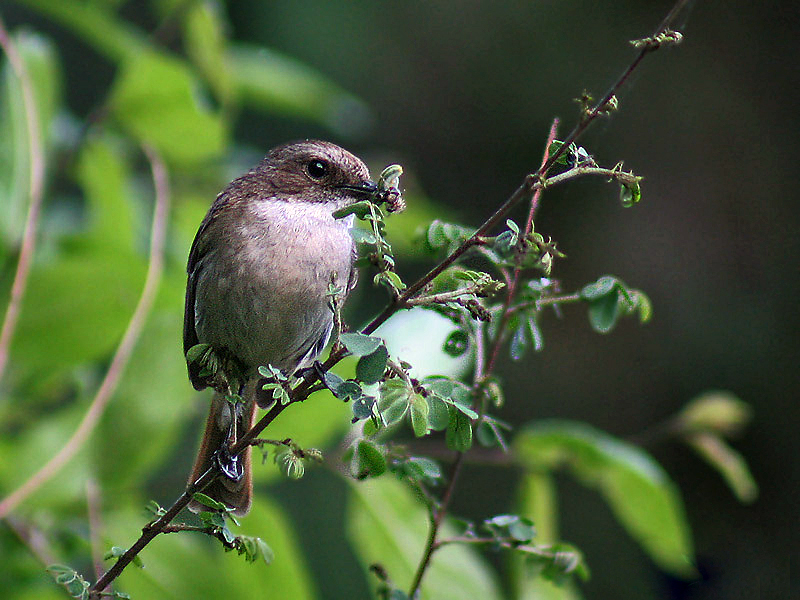
インドの個体（メス）